# Tańcówki
Tańcówki – grupa skał w Ojcowskim Parku Narodowym. Znajdują się w porośniętym lasem lewym zboczu Doliny Prądnika, pomiędzy wylotem wąwozu Wilczy Dół a Skałą Dygasińskiego. Ich podnóżem prowadzi droga asfaltowa.
Zbudowane są z twardych wapieni skalistych. W jednej ze skał znajduje się schronisko zwane Schroniskiem Niedźwiedzim lub Niedźwiedzią Jamą. Ma duży otwór wejściowy i długość 3 m.

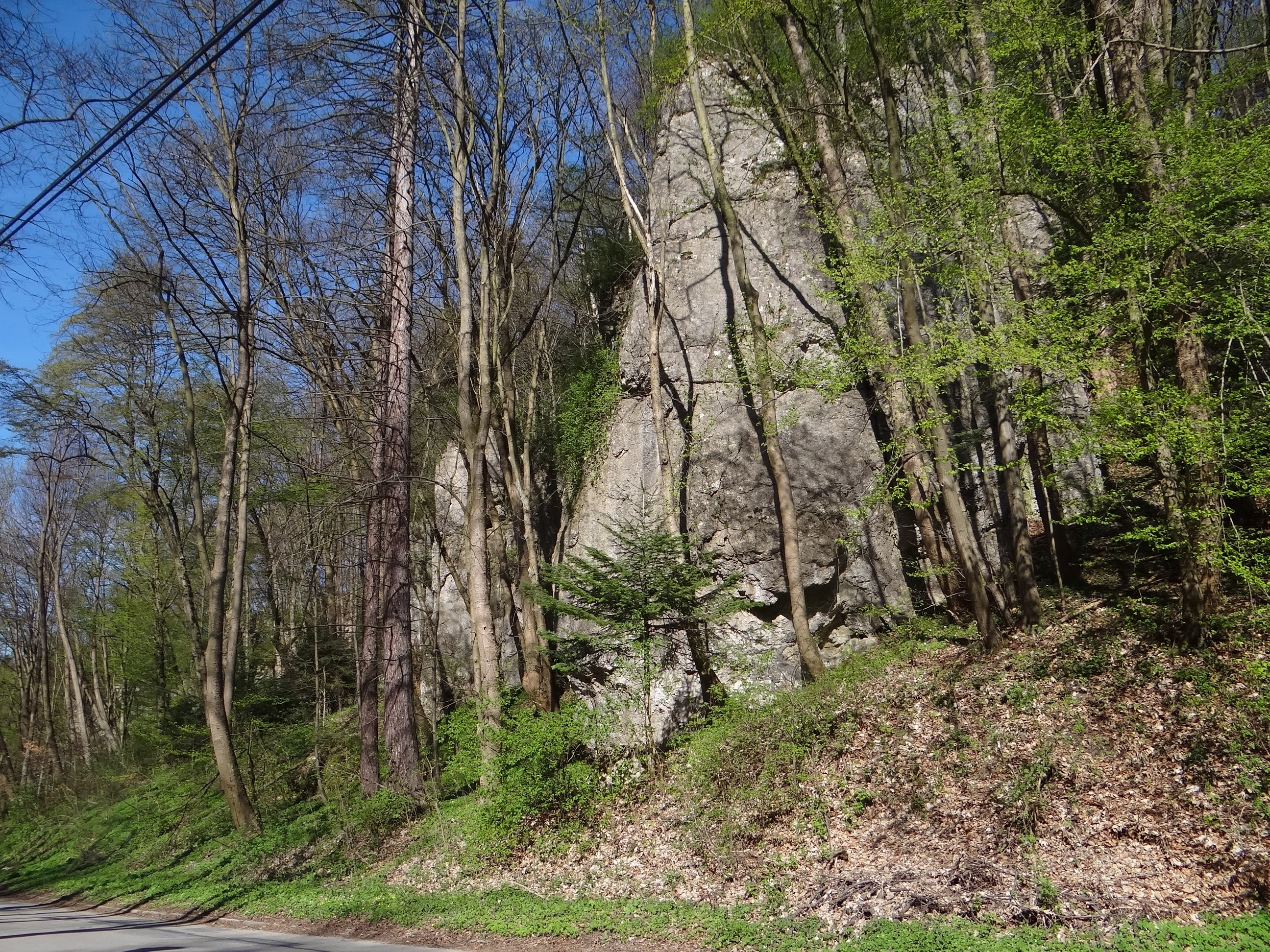
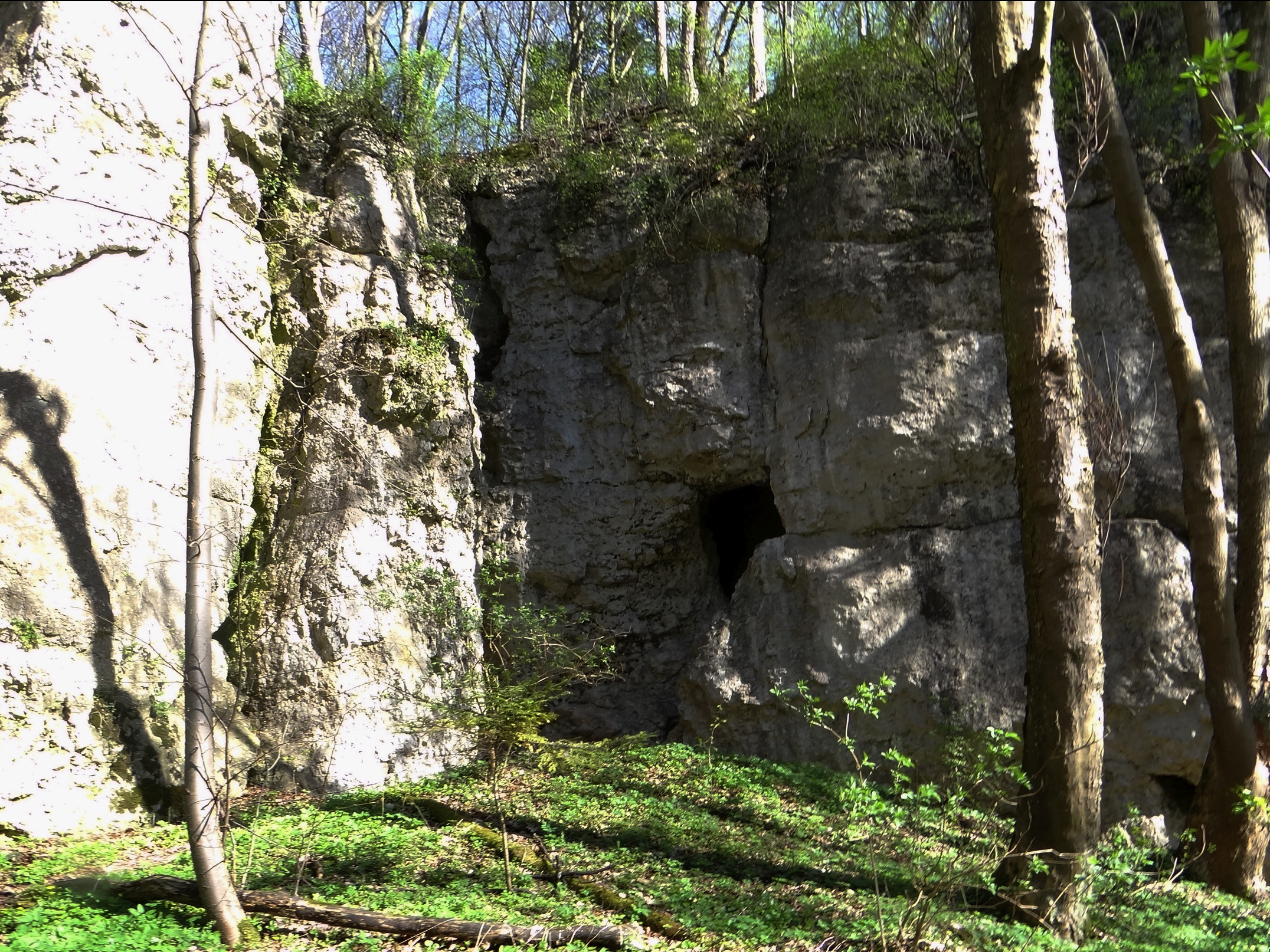
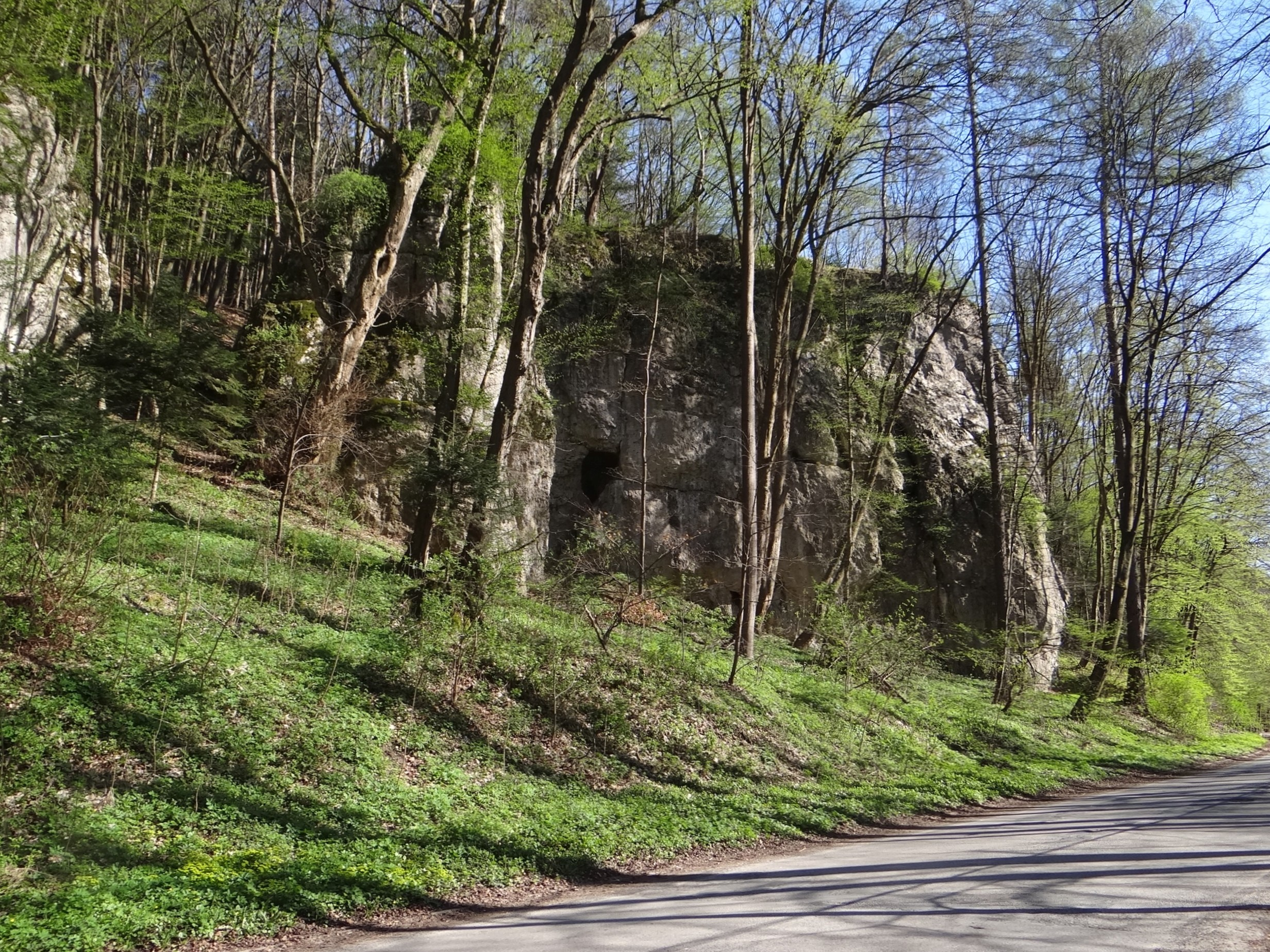
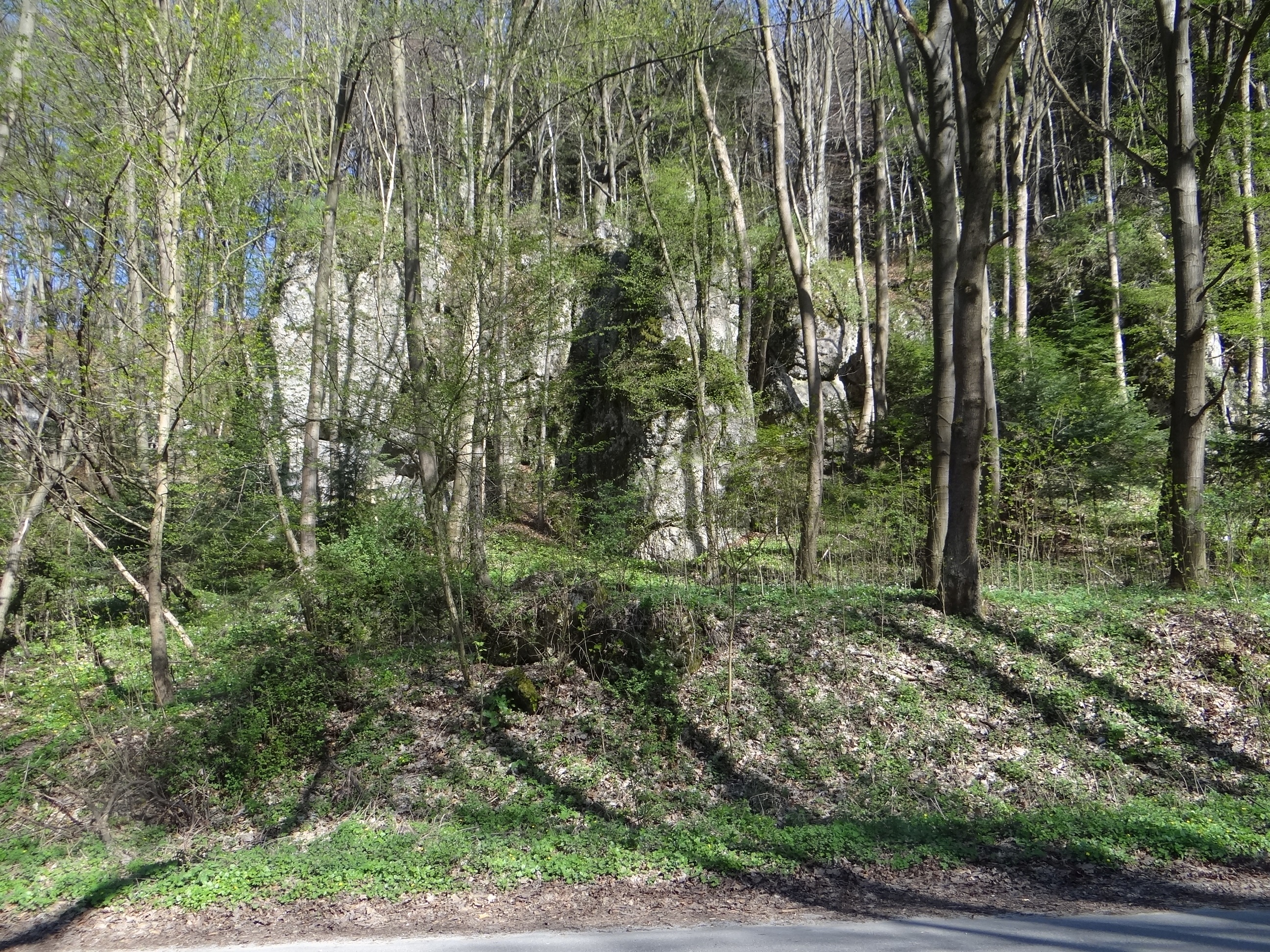